# Skendemokrati
Skendemokrati kan anses råda i en stat där regimen ger sken av att vara demokratisk men samtidigt kränker de demokratiska rättigheterna. I sin mest uttalade form sker detta genom statligt påbjuden censur, godtyckligt fängslande av oppositionsmedlemmar, valfusk eller dolda maktförhållanden där exempelvis en folkvald regering lyder under en icke folkvald instans. En viss grad av skendemokrati kan även anses råda i en stat där det allmänna "ser mellan fingrarna" och inte beivrar enskilda medborgares brott mot andra medborgares demokratiska rättigheter, exempelvis om någon förhindrar en annan tillträde till en vallokal utan att det beivras.
Ett exempel är på en skendemokrati där den folkvalda ledaren lyder under en icke folkvald instans är Iran där presidenten lyder under Väktarrådet.